# محمود أبو النصر
الدكتور محمود أبو النصر (1953-) هو وزير مصري سابق، شغل منصب وزير التربية والتعليم في حكومة حازم الببلاوي، أبو النصر له أكثر من خمسون بحثاً علمياً في مجال الهندسة وله أربع اختراعات هندسية مسجلة وهو ممثل اليونسكو للتعليم الفني بشمال أفريقيا.

## حياته
من مواليد 1953 وتخرج في كلية هندسة عين شمس عام 1975 وحصل على الماجستير من نفس الكلية في 1981 وحصل على الدكتوراه من إنجلترا في 1986.